# Весь мир в кармане
«Весь мир в кармане» (англ. The World in My Pocket) — детективный роман британского писателя Джеймса Хэдли Чейза, впервые опубликованный в 1959 году.

## Сюжет
Фрэнк Морган — гангстер и трое его сообщников Блек, Китсон и Джипо получают наводку от девушки Джинни: есть шанс угнать фургон с наличными. Предприятие крайне рискованное, но возможный куш составляет миллион долларов. Для финансирования предприятия команде нужны две машины и трейлер, которые нужно приспособить для того, чтобы спрятать украденный фургон: мастерски выполненное ограбление в роскошном ресторане позволяет им собрать необходимые для предприятия деньги.
Фургон с деньгами должен проехать по закрытой для других машин дороге, и бандиты поджидают его на выезде, имитируя аварию: Джинни лежит на земле окровавленная, а ее машина горит в соседней канаве. План почти удался, но раненый водитель фургона остался в бронированной кабине. Спрятав фургон внутри трейлера, Морган, Джипо и Блек, Китсон и Джинни отвозят его в снятый кемпинг.
Когда наступает ночь, сообщники вскрывают кабину трейлера, но смертельно раненый водитель успевает застрелить Моргана. Оставшись без своего лидера, бандиты продолжают действовать по плану, но у специалиста по вскрытию сейфов Джипо ничего не получается, он почти сходит с ума. Ситуация усложняется, когда десятилетний мальчик, сын соседей по кемпингу, шнырявший вокруг, услышал споры в трейлере и отправил номерной знак машины банды в полицию.
Сообщники пытаются скрыться в горах, но за ними охотятся армия, полиция и самолеты. В отчаянии Джипо попытался скрыться, но умирает, ужаленный змеей. Блек пытается открыть сейф, однако сведения от мальчика позволили погоне найти бандитов в горах. Обложенные со всех сторон, Китсон и Джинни видят, как погибают их сообщники, и понимая, что их постигнет та же участь, прыгают со скалы.

## Киноадаптации
- 1961: Мир в моем кармане (фильм, оригинальное название: An einem Freitag um halb zwölf... ), сценарий Джеймса Хэдли Чейза, режиссер Элвин Ракофф[1][2] ;
- 1983: Мираж (трехсерийный телевизионный мини-сериал)[3].